# 215 до н. е.

## Події
Консулами Римської республіки були обрані Луцій Постумій Альбін і Тиберій Семпроній Гракх. Проте Луцій Постумій Альбін невдовзі загинув в бою з галльськими племенами. Консулом-суфектом був обраний Марк Клавдій Марцелл, але були виявлені порушення при голосуванні, тому замість нього на цю посаду переобрали Квінта Фабія Максима Веррукоза. Фабій Максим вів бої проти карфагенських військ Ганнібала в Кампанії.

### Битви
- Битва при Дертосі
- Битва при Корнусі
- Битва при Нолі (215 до н. е.)

### Закони
- Закон Оппія

### Астрономічні явища
- 21 січня. Часткове сонячне затемнення.[1]
- 16 липня. Часткове сонячне затемнення.[1]
- 11 грудня. Часткове сонячне затемнення.[1]

## Померли
- 27 березня — Імператор Корей, 7-й імператор Японії, синтоїстське божество, легендарний монарх.
- Сампраті, імперія Маур'їв.